# Robert Kaye Greville

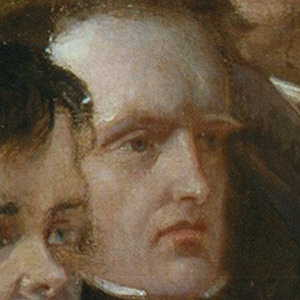
Robert Kaye Greville

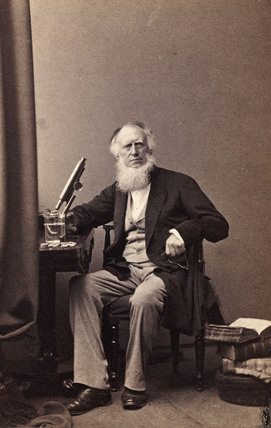
Robert Kaye Greville, um 1863

Robert Kaye Greville (* 13. Dezember 1794 in Bishop Auckland, Durham; † 4. Juni 1866 in Murrayfield) war ein britischer Botaniker. Sein offizielles botanisches Autorenkürzel lautet „Grev.“ Greville war seit 1821 Mitglied der Leopoldina sowie der Royal Society of Edinburgh. 

## Leben
Robert Kaye Greville war ein Sohn von Robert Greville, der später Rektor in Wyaston in Derbyshire war, wo der Sohn den ersten Unterricht erhielt. Schon als Jugendlicher studierte er mit Vorliebe Pflanzen, noch ehe er wusste, dass Bücher über Botanik existierten und schon vor seinem 19. Lebensjahr hatte er beinahe 200 Pflanzen nach lebenden Exemplaren gezeichnet und koloriert. Zwar beabsichtigte er Medizin zu studieren und besuchte zu diesem Zweck vier Jahre lang die Universitäten London und  Edinburgh. Da aber sein Interesse für Botanik größer und er auch unabhängig geworden war, gab er das Medizinstudium letztlich auf, ohne darin den Doktorgrad erlangt zu haben und widmete sich ganz der Botanik in der Hoffnung, einmal eine Professur zu erlangen.
Am 17. Oktober 1816 heiratete Greville Charlotte Eden, Tochter von Sir John Eden von Windlestone, County Durham. In demselben Jahr übersiedelte er nach Edinburgh, wo er unter Dr. Barclay Anatomie und vergleichende Anatomie studierte. Hier machte er auch die Bekanntschaft mit George Arnott Walker-Arnott, später Professor der Botanik in Glasgow, und legte den Grundstein für seine anatomisch-botanischen Studien. 1819 wurde er Mitglied der Wernerian Society. Schon im folgenden Jahr übergab er dieser eine Schrift über Algen, wie er auch später zahlreiche Arbeiten über Farne, Moose, Flechten, Algen und Diatomeen in den Abhandlungen dieser Gesellschaft (Transactions of the Wernerian Society) herausgab. Damals lernte er auch Sir William Jackson Hooker kennen, mit dem er zu dieser Zeit verschiedene botanische Exkursionen unternahm und mit dem er später sein Hauptwerk über Farne herausgab. Solche Exkursionen führte er ferner auch in Gesellschaft von Robert Graham und anderen Botanikern durch und erwies sich dabei als talentierter, kritischer Beobachter und ausdauernder Wanderer. 1821 wurde er zum Fellow der Royal Society of Edinburgh gewählt.
1823 begann Greville sein herausragendes Werk über schottische Kryptogamen unter dem Titel Scottish Cryptogamic Flora zu veröffentlichen, das er in monatlichen Heften fünf Jahre lang fortsetzte, bis es sechs starke Bände umfasste. Greville widmete es seinem Freund Hooker. Da in jener Zeit das Studium der Kryptogamen noch sehr mangelhaft betrieben wurde, so trug er durch die Publikation dieses prächtige Abbildungen und sorgfältige, von ihm selbst vorbildlich angefertigte Analysen enthaltendes Werk viel zur Kenntnis dieser Gewächse bei. Nachdem er jahrelang die Umgebung von Edinburgh in botanischer Hinsicht erforscht hatte, veröffentlichte er 1824 seine Flora Edinensis, welche die Phanerogamen und Kryptogamen umfasst. Dieses Werk, das Robert Graham gewidmet war, beruht auf der von Carl von Linné eingeführten botanischen Systematik und enthält vier vom Autor entworfene Abbildungen,  die Einzelheiten kryptogamer Strukturen darstellen. Ebenfalls 1824 erfolgte Grevilles Ernennung zum Ehrendoktor der Rechte an der Universität Glasgow.
Ungeachtet seiner eingehenden botanischen Studien, die ihn zu ständigem Sammeln und zur Gründung einer großen Pflanzensammlung für die botanische Gesellschaft in Edinburgh veranlassten, fand Greville noch Muße, sich mit Insekten, Mollusken und Meereskrebsen zu beschäftigen und von diesen große Sammlungen anzulegen, wenn auch die Botanik sein Hauptgebiet blieb. In Edinburgh pflegte er auch beliebte Vorträge über Botanik zu halten. Von 1829 bis 1831 publizierte er zusammen mit William Hooker Icones Filicum in zwei Bänden, die auch 240 von ihm gezeichnete, farbige Abbildungen enthalten. Die darin dargestellten Farne wurden ihm hauptsächlich von Nathaniel Wallich (dem er die Arbeit widmete) und Wight aus Indien zugesandt, ferner von Lansdown Guilding aus Westindien u. a. 1830 veröffentlichte Greville außerdem in Edinburgh sein bedeutendes Werk über englische Algen unter dem Titel Algae Britannicae: a Description of the Marine and other Inarticulated Plants of the British Islands, belonging to the order Algae, with Plates illustrative of the Genera.
1834 tourte Greville mit Selby und Jardine durch Sutherlandshire. Drei Jahre später unternahm er eine größere Exkursion zusammen mit Graham, der damals Professor der Botanik in Edinburgh war, nach Braemar in den Grampian Mountains, einem schottischen Gebirge in Aberdeenshire. Von diesem Ausflug brachte er über 15.000 schön eingelegte Exemplare der alpinen Region zurück und schenkte sie der erwähnten Sammlung der botanischen Gesellschaft von Edinburgh.
Es konnte nicht fehlen, dass viele Gesellschaften, Institute und Akademien diesen für die Förderung der Botanik so tätigen Mann bald zu ihrem wirklichen, korrespondierenden oder Ehrenmitglied ernannten. Von der botanischen Gesellschaft von Edinburgh wurde er zum Ehrensekretär und in seinem letzten Lebensjahr zum Präsidenten erwählt. Sonst bekleidete er kein Amt, hatte insbesondere keinen Lehrstuhl inne, obwohl er als tüchtiger Lehrer dafür geeignet gewesen wäre und sich in seiner Jugend auch danach gesehnt hatte. Seine Bescheidenheit erlaubte ihm aber nicht, sich als Kandidat für eine vakante Professur aufstellen zu lassen und da er sich in soliden Vermögensverhältnissen befand, so hatte er auch eine solche Bewerbung nicht nötig.
In seinen letzten Lebensjahren verschlechterte sich aber Grevilles finanzielle Lage, als er viele pekuniäre Verluste erlitt und genötigt war, mit Stift und Pinsel Geld zu verdienen. Als ausgezeichneter Landschaftsmaler erwarb er sich bald einen bedeutenden Ruf, wobei er vor allem Szenen aus den Highlands darstellte. Viele seiner Gemälde erschienen auf den von der schottischen Akademie veranstalteten Ausstellungen. In Verbindung damit steht auch sein letztes, in den 1850er Jahren mit John Hutton Balfour, Professor der Botanik an der Universität Edinburgh, begonnenes Werk Plant Scenery of the World. Er beabsichtigte damit der Pflanzengeographie einen Dienst zu leisten und die Florengebiete mit ihren charakteristischen Gruppen und Pflanzen in bildlichen Darstellungen zu veranschaulichen. Allerdings gab er dieses Vorhaben aufgrund des Mangels an fachkundigen Lithographen wieder auf.
Noch 1862 bekam Greville die Neill-Medaille der Royal Society of Edinburgh vor allem für seine Aufsätze über Kieselalgen verliehen. Seine großen Sammlungen dieser Gruppe von Algen wurden für das British Museum und seine Insektensammlung für die Universität Edinburgh angekauft; seine Blütenpflanzen wurden von Balfour erworben und seine übrigen Kryptogamen kamen in den Botanischen Garten von Edinburgh. Die letztgenannte Sammlung umfasste gemeinsam mit jener von Professor Balfour etwa 50.000 Arten und von diesen ungefähr zehnmal so viele Einzelexemplare. Sie bildete den Kern des Herbariums der Universität Edinburgh.
Greville, der sich u. a. auch aktiv gegen die Sklaverei eingesetzt hatte und 1840 Vizepräsident der in London abgehaltenen World Anti-Slavery Convention gewesen war, zog sich am 27. Mai 1866 eine Lungenentzündung zu, nachdem er auf nassem Gras eingeschlafen war. Er starb am folgenden 4. Juni in seiner Villa in Murrayfield, Edinburgh, und wurde am dortigen Dean Cemetery beigesetzt. Ein Sohn und drei Töchter überlebten ihn.

## Ehrentaxon
Ihm zu Ehren wurde die Gattung Kayea Wall. aus der Pflanzenfamilie der Clusiaceae benannt.

## Werke
- Flora edinensis, 1824
- Tentamen methodi Muscorum; or, a new arrangement of the genera of mosses, zusammen mit George Arnott Walker Arnott, 1822–1826
- Scottish cryptogamic flora, 1822–1828
- Algae britannicae, 1830
- The Amethyst, ein von Greville 1832-34 mit Richard Huie herausgegebenes christliches Jahresmagazin
- Facts illustrative of the drunkenness of Scotland with observations on the responsibility of the clergy, magistrates, and other influential bodies, 1834